# Lucius Manlius Acidinus Fulvianus
Lucius Manlius Acidinus Fulvianus entstammte der römischen Plebejerfamilie der Fulvier und wurde durch Adoption ein Mitglied des Patriziergeschlechts der Manlier. Er war ein Politiker der römischen Republik des frühen 2. Jahrhunderts v. Chr. und amtierte 179 v. Chr. als Konsul.

## Leben
Lucius Manlius Acidinus Fulvianus war ein Sohn des vierfachen Konsuls Quintus Fulvius Flaccus und der Sulpicia. Er wurde von Lucius Manlius Acidinus adoptiert und stellt damit den ersten bekannten Fall dar, dass ein Plebejer durch Adoption in den Stand der Patrizier überwechselte.
Der Adoptivvater Lucius Manlius Acidinus war als einer der Nachfolger des Publius Cornelius Scipio Africanus von 206 bis 199 v. Chr. mit der Verwaltung Spaniens beauftragt gewesen, hatte aber das Konsulat nicht erreicht. Lucius Manlius Acidinus Fulvianus ging 188 v. Chr. als Prätor ebenfalls auf die Iberische Halbinsel, wo er der Provinz Hispania citerior vorstand. Mit prokonsularischem Imperium blieb er bis 185 v. Chr. in Spanien. Im Jahr 187 v. Chr. erstattete er dem Senat Meldung, dass die Keltiberer und Lusitaner die Territorien von mit Rom befreundeten spanischen Stämmen verwüsteten. 186 v. Chr. fand zunächst eine zwischen dem Heer von Manlius und keltiberischen Kontingenten ausgetragene Schlacht statt, die keine Seite für sich entscheiden konnte. In der folgenden Nacht verlagerten die Keltiberer ihren Truppenstützpunkt und erhielten in den nächsten Tagen Zuzug von weiteren Soldaten. Nun griffen sie die Römer nahe der Stadt Calagurris (dem heutigen Calahorra) an, sollen aber trotz ihrer militärischen Verstärkungen – wie der römische Geschichtsschreiber Titus Livius zweifelnd anmerkt – eine vernichtende Niederlage erlitten haben. Dabei seien 12.000 Keltiberer gefallen und 2.000 weitere in römische Gefangenschaft geraten. Aufgrund der Ankunft seines Nachfolgers Lucius Quinctius Crispinus sei Manlius aber nicht mehr in der Lage gewesen, das gesamte feindliche Volk zu unterwerfen.
Livius berichtet von enormen Schätzen, die Manlius auf seinen Kriegszügen erbeutet und nach seiner Rückkehr aus Spanien nach Rom gebracht haben soll. Aufgrund seiner erfolgreichen militärischen Operationen wünschte er die Erlaubnis zur Abhaltung eines Triumphs, die ihm indessen verweigert wurde, da er seinem Nachfolger keine vollständig unterworfene und befriedete Provinz hinterlassen hatte. Immerhin durfte er eine bescheidenere Ovatio über die Keltiberer feiern.
183 v. Chr. wurde Manlius zunächst zusammen mit zwei Konsularen für eine diplomatische Mission ausersehen, die ihn zu den Kelten jenseits der Alpen führte. Dann wurde er noch im gleichen Jahr Mitglied eines mit der Anlage der römischen Kolonie latinischen Rechts Aquileia betrauten Dreimännerkollegiums, dem ferner der Konsul von 191 v. Chr., Publius Cornelius Scipio Nasica, sowie der Konsul von 187 v. Chr., Gaius Flaminius, angehörten. Die Gründung Aquileias erfolgte 181 v. Chr. In dieser Stadt wurde eine Statue von Manlius aufgestellt, deren Aufschrift mit seinem Namen und seiner Funktion erhalten ist.
Am Höhepunkt seines cursus honorum stand Manlius 179 v. Chr., als er gemeinsam mit seinem leiblichen Bruder  Quintus Fulvius Flaccus das höchste Staatsamt bekleidete. Dass zwei Brüder gleichzeitig Konsuln waren, ist einzigartig in der römischen Geschichte. Als Provinz wurde ihnen Ligurien zugewiesen. Dort erbrachte Manlius laut Livius keine besonderen Leistungen; sein Bruder und Mitkonsul war aber gegen die Ligurer erfolgreich und durfte über sie triumphieren.
Über Manlius’ Leben nach seinem Konsulat ist nichts überliefert.